# Lill-Mårdsjön, Ångermanland
Lill-Mårdsjön är en sjö i Sollefteå kommun i Ångermanland och ingår i Ångermanälvens huvudavrinningsområde. Sjön är 31 meter djup, har en yta på 0,933 kvadratkilometer och är belägen 346,2 meter över havet. Sjön avvattnas av vattendraget Kvarnån. Vid provfiske har bland annat abborre, elritsa, röding och sik fångats i sjön.
Sjön ingår i naturreservatet Lill-Mårdsjön.

## Delavrinningsområde
Lill-Mårdsjön ingår i det delavrinningsområde (706121-151839) som SMHI kallar för Utloppet av Lill-Mårdsjön. Medelhöjden är 378 meter över havet och ytan är 4,95 kvadratkilometer. Det finns inga avrinningsområden uppströms utan avrinningsområdet är högsta punkten. Kvarnån som avvattnar avrinningsområdet har biflödesordning 3, vilket innebär att vattnet flödar genom totalt 3 vattendrag innan det når havet efter 143 kilometer. Avrinningsområdet består mestadels av skog (73 procent). Avrinningsområdet har 0,93 kvadratkilometer vattenytor vilket ger det en sjöprocent på 18,8 procent.

## Fisk
Vid provfiske har följande fisk fångats i sjön:
- Abborre
- Elritsa
- Röding
- Sik
- Öring